# Élections sénatoriales haïtiennes de 2009
Les élections sénatoriales de 2009 à Haïti furent une consultation électorale en vue de renouveler le tiers du Sénat et combler deux postes vacants.
Les Haïtiens furent appelés aux urnes le 19 avril 2009 pour le premier tour et le 21 juin 2009 pour le second tour, en vue de renouveler le tiers du Sénat (élu en 2006) et combler deux postes vacants, celui du Sénateur Rudolph Boulos évincé en raison de sa nationalité américaine ainsi que celui du sénateur Emmanuel Limage, mort le 20 janvier 2007, à la suite d'un accident de la circulation à hauteur de la localité de Savane Désolée, non loin des Gonaïves.

## La mission de l'ONU
La mission des Nations unies en Haïti, dirigée par le représentant du secrétaire général de l'ONU, M. Hedi Annabi, déploya des forces dans les zones sensibles du pays à l'occasion de cette consultation électorale. Cependant, en l'absence du parti Fanmi Lavalas de l'ex-président Jean-Bertrand Aristide en exil en Afrique du Sud, écarté de la course, la MINUSTAH prévoyait une faible participation à ce scrutin. Le parti Lavalas lança une opération «porte fermée» appelant ses partisans à bouder les urnes.
«Je regrette qu'il n'ait pas été possible aux membres du parti de s'entendre entre eux et avec le conseil électoral pour parvenir à une liste de candidats au scrutin», a déploré M. Hedi Annabi.
Le projet "Appui au Processus Électoral en Haïti – Élections Sénatoriales 2009" du Programme des Nations unies pour le développement, fait suite au Projet d’Appui à l’Organisation des Elections Locales, Législatives et Présidentielles en Haïti (2005-2007) et a pour objectif d’accompagner le gouvernement Haïtien dans son processus électoral. Il vise à aider le CEP dans l’organisation des élections sénatoriales pour renouveler le tiers du Sénat. Ce projet s’inscrit dans le cadre du renforcement des capacités des institutions démocratiques nationales pour la stabilisation politique du pays et la consolidation progressive du système de gouvernance démocratique en Haïti. 
Le PNUD est le gestionnaire du fonds d’affection spéciale monté dans le cadre des élections sénatoriales de 2009. Le budget de ce fonds est de 12.5 millions USD et est alimenté par l’Union Européenne (4.3 M$US), le Canada (3.2 M$US), USAID (3.0 M$US); le Brésil (0.5 M$US) et par le reliquat du processus de 2005-2007 (1.5 M$US).
Les élections sénatoriales disposent aussi d’un budget parallèle provenant du Gouvernement Haïtien (5.5 M$US directement géré par le CEP) et des donateurs (2.8 M$US de Canada, USA, Allemagne, UE). Ce qui porte à 20.8 M$US l’ensemble des fonds disponibles pour ces élections. 
Ces élections ont coûté environ 16.5 millions de dollars américains, financées en grande partie par la communauté internationale qui a aussi fourni un appui technique et logistique. Comme pour le premier tour, la MINUSTAH est intervenue sur les plans logistique et sécuritaire.

## Participations
Lors d’un point de presse le 24 avril 2009, le porte-parole du CEP, Frantz Bernadin, a annoncé que le taux de participation fut d'environ 11,8 %. Sur 3 715 176 électeurs potentiels pour les 9 départements, les votes exprimés s'élevèrent à 438 624 bulletins exprimés, précise le porte-parole du CEP. Ce scrutin, qui devait se tenir dans les dix départements géographiques d’Haïti, a été annulé dans le département du Plateau Central pour des raisons de sécurité publique. 
Quelque 425.845 votants ont pris part à ce deuxième tour des élections sénatoriales de 2009. Un chiffre qui traduit une légère baisse par rapport au taux de participation au tour précédent.

## Résultats
C’est la formation politique Lespwa (L'espoir), proche du pouvoir en place de René Préval, qui remporta le plus grand nombre de sièges, avec cinq élus. Il a gagné les élections dans les départements de l’Ouest, du Sud-Est, du Nord, du Nord-Est et de la  Grand-Anse.
Les six autres sièges ont été partagés entre des élus des partis Union des Citoyens Haïtiens pour la Démocratie le Développement et l’Education (UCADDE), Ayiti an Aksyon/Haiti en action (AAA), l’Organisation du peuple en lutte (OPL), KONBA/Combat, Fusion des sociaux démocrates et un indépendant.
| Partis et formations politiques | 1er tour | 1er tour    | 1er tour   | 2d tour | 2d tour     | 2d tour |
| Partis et formations politiques | Votants  | pourcentage | Candidats  | Votants | Pourcentage | Sièges  |
| ------------------------------- | -------- | ----------- | ---------- | ------- | ----------- | ------- |
| LESPWA                          | 131 647  | 29,68 %     | 8 (sur 10) | 178 482 | 43,22 %     | 5       |
| OPL                             | 90 549   | 20,41 %     | 5 (sur 8)  | 85 834  | 20,79 %     | 1       |
| FUSION                          | 34 191   | 7,71 %      | 3 (sur 7)  | 41 621  | 10,08 %     | 1       |
| L'Artibonite en Action (AAA)    | 44 896   | 10,12 %     | 2 (sur 6)  | 37 188  | 9,01 %      | 1       |
| UCADDE                          | 14 806   | 3,34 %      | 1 (sur 2)  | 16 943  | 4,10 %      | 1       |
| Indépendants                    | 23 254   | 5,24 %      | 1 (sur 8)  | 16 643  | 4,03 %      | 1       |
| KONBA                           | 18 751   | 4,23 %      | 1 (sur 4)  | 15 909  | 3,85 %      | 1       |
| UNION                           | 30 205   | 6,81 %      | 1 (sur 10) | 14 499  | 3,51 %      | 0       |
| RESPECT                         | 12 976   | 2,93 %      | 0 (sur 2)  |         |             |         |
| MODELH–PRDH                     | 11 024   | 2,49 %      | 0 (sur 2)  |         |             |         |
| MIRN                            | 7 794    | 1,76 %      | 0 (sur 2)  |         |             |         |
| RNDP                            | 7 382    | 1,66 %      | 0 (sur 3)  |         |             |         |
| PUN                             | 4 481    | 1,01 %      | 0 (sur 2)  |         |             |         |
| PSR                             | 2 461    | 0,56 %      | 0 (sur 2)  |         |             |         |
| MIDH                            | 1 931    | 0,44 %      | 0 (sur 1)  |         |             |         |
| PEP                             | 937      | 0,21 %      | 0 (sur 1)  |         |             |         |
| Le PONT                         | 160      | 0,04 %      | 0 (sur 1)  |         |             |         |
| Bulletins blancs                | 6 171    | 1,39 %      | —          | 5 841   | 1,41 %      | —       |
| Total                           | 443 616  | 100,00 %    | 22         | 412 960 | 100,00 %    | 11      |
| Sources: CEP, CEP               |          |             |            |         |             |         |